# Gjesing (Norddjurs Kommune)
 For alternative betydninger, se Gjesing. (Se også artikler, som begynder med Gjesing)
Gjesing er en landsby på Djursland med 309 indbyggere  (2024). Gjesing er beliggende fem kilometer nordøst for Auning. Fra Randers er der 28 kilometer mod øst til Gjesing og fra Grenaa er der 33 kilometer mod vest til byen.
Byen ligger i Region Midtjylland og hører under Norddjurs Kommune. Gjesing er beliggende i Gjesing Sogn.
Gjesing Kirke ligger i Gjesing. Ved byen ligger Løvenholm Gods.